# Summer (久石譲の曲)
『Summer』（サマー）は、日本の作曲家、久石譲の楽曲。1999年公開の映画『菊次郎の夏』（監督・北野武）のメインテーマ。後にトヨタ『カローラ』のCMやキリンビバレッジの企業CMなどにも使用された。

## 解説
幅広い音楽性が盛り込まれた久石譲の集大成ともいえる楽曲。映画『菊次郎の夏』では、劇中において様々なアレンジでリフレインされており、サウンドトラック盤ではそれぞれタイトルが異なっている。サウンドトラックの場合、「Summer」は映画のオープニングで使用されている音源のことを指す。『キーボードマガジン』1999年8月号に本曲のスコアが掲載された。編成はピアノ、弦五部、キーボード、ハープ、パーカッション。
「Summer」は前半の主題（映画のメインタイトルおよびCMで流れる旋律はここに当たる）と、後半の副題と、主題の変奏から構成されている。サウンドトラックでは、「Going Out」「Mad Summer」「River Side」が主題の旋律。また、「The Rain」「Summer Road」の終結部も主題の旋律となる。「Kindness」「Angel Bell」「Two Hearts」「Summer Road」では副題の旋律が使われている。
監督の北野武からメインテーマには「絶対にピアノでリリカル（叙情的）なものを」と依頼されていたため、久石はその意向に沿った主題（第1テーマ）と、軽くて爽やかな副題（第2テーマ）を作曲した。ところが北野が後者を気に入ったため、主題と副題が逆転し、久石は映画で使用するために押さえていた箇所を全て差し替えることになったという。久石は北野について「しかし、そのときに監督が出した方向性というのは、実は圧倒的に正しいんですよ。僕なんかでは太刀打ちできない『時代を見つめる目』があるんです」と述べている。

## セルフカバー
久石譲のコンサートやソロアルバムでは、副題は使用せず主題を中心とした独自の構成がなされており、アンサンブル、ピアノソロ、オーケストラ等、様々な編成で演奏されている。
イギリスの弦楽四重奏団、バラネスク・カルテットと共演したアンサンブルコンサートツアー「PIANO STORIES'99 Ensemble Night with Balanescu Quartet」（公演期間1999年10〜11月）で初演。また、この公演と同編成でレコーディングされたアルバム『Shoot The Violist〜ヴィオリストを撃て〜』（2000年）に初収録された。
「2001 JOE HISAISHI SUPER ORCHESTRA NIGHT」（公演期間2001年10〜12月）のアンコールでピアノソロ初演。ピアノソロアルバム『ENCORE』（2002年）にも同アレンジで収録された。
「シンフォニックスペシャル2003〜子供たちとかつて子供であった人たちへ〜」（公演期間2003年7〜8月）のアンコールでオーケストラ初演。この模様はライブベスト盤『空想美術館』に収録された。

## テレビCM
2000年より、カローラセダンのCM（「変われるって、ドキドキ。(セダン)」篇・2000 - 2001年）およびカローラフィールダーのCM（「変われるって、ドキドキ。(フィールダー)」篇・2000 - 2002年）に、サウンドトラックの「Summer」が使用された。
つんく♂出演のカローラランクスのCM（「先いくって、ドキドキ。」篇・2001年）では、サウンドトラックより「Mad Summer」が使用された。
森高千里出演のカローラスパシオのCM（「広がるって、ドキドキ。」篇・2001 - 2002年）では、CM用に制作されたギター・バージョンが使用された。ギター・バージョンは久石譲のCMトラックを集めたアルバム『CURVED MUSIC II CM Tracks of Joe Hisaishi』（2003年）に収録されている。
2023年より、キリンビバレッジの機能性飲料CM、および企業CMにおいて使用されている。

## 収録作品

### オリジナル
| 収録作品                            | 発売日        | 規格 | 規格品番  | 備考 |
| ----------------------------------- | ------------- | ---- | --------- | --- |
| 『菊次郎の夏 サウンドトラック』     | 1999年5月26日 | CD   | POCH-1788 | 映画のオリジナル・サウンドトラック。                                                                                        |
| 『joe hisaishi meets kitano films』 | 2001年6月21日 | CD   | UPCH-1086 | 北野武監督作品のオリジナル・サウンドトラックからのベストセレクション。 『菊次郎の夏』からは「Summer」と「The Rain」を収録。 |

### アレンジバージョン
| 収録作品                                                                | 発売日         | 規格             | 規格品番    | 備考 |
| ----------------------------------------------------------------------- | -------------- | ---------------- | ----------- | --- |
| 『Shoot The Violist〜ヴィオリストを撃て〜』                             | 2000年5月17日  | CD               | POCH-1928   | 「久石譲アンサンブル」名義によるソロアルバム。 アンサンブル・バージョンを収録。                                 |
| 『ENCORE』                                                              | 2002年3月6日   | CD               | UPCH-1142   | 久石譲単身でのピアノ演奏によるソロアルバム。 ピアノソロ・バージョンを収録。                                     |
| 『CURVED MUSIC II 〜CM Tracks of JOE HISAISHI〜』                       | 2003年1月29日  | CD               | UPCH-1216   | CM音楽集。 ギター・バージョンを収録、後半を一部カットしたオリジナル・サウンドトラックも収録されている。         |
| 『a Wish to the Moon -Joe Hisaishi & 9 cellos 2003 ETUDE&ENCORE TOUR-』 | 2003年6月25日  | DVD              | UPBH-1094   | ライブDVD。 ピアノソロによる演奏を収録。                                                                        |
| 『空想美術館』                                                          | 2003年10月22日 | CD               | UPCH-1299   | ライブベスト盤。 オーケストラ・バージョンを収録。                                                               |
| 『Melodyphony 〜Best of Joe Hisaishi〜』                                | 2010年10月27日 | CD+DVD (初回盤A) | UMCK-9386   | ロンドン交響楽団によるベスト盤。 オーケストラ・バージョンを収録。                                               |
| 『Melodyphony 〜Best of Joe Hisaishi〜』                                | 2010年10月27日 | CD+DVD (初回盤B) | UMCK-9387   | ロンドン交響楽団によるベスト盤。 オーケストラ・バージョンを収録。                                               |
| 『Melodyphony 〜Best of Joe Hisaishi〜』                                | 2010年10月27日 | CD (通常盤)      | UMCK-1369   | ロンドン交響楽団によるベスト盤。 オーケストラ・バージョンを収録。                                               |
| 『THE BEST OF CINEMA MUSIC』                                            | 2011年9月27日  | CD               | UPCH-1299   | ライブ盤。 オーケストラ・バージョンを収録。                                                                     |
| 『Dream Songs: The Essential Joe Hisaishi』                             | 2020年2月21日  | CD               | UMCK-1638/9 | ベスト盤。 『Melodyphony 〜Best of Joe Hisaishi〜』収録のロンドン交響楽団によるオーケストラ・バージョンを収録。 |